# Eriosolena
Eriosolena é um género botânico pertencente à família Thymelaeaceae.